# بایه دل رترتییو
بایه دل رترتییو (به اسپانیایی: Valle del Retortillo) یک شهرستان در اسپانیا است که در استان پالنسیا واقع شده‌است.

## خصوصیات
بایه دل رترتییو ۶۳ کیلومترمربع مساحت و ۱۸۹ نفر جمعیت دارد.